# Tabea Zimmermann
Tabea Zimmermann (Lahr/Schwarzwald, 8 ottobre 1966) è una violista tedesca.

## Biografia
Ha iniziato a suonare la viola all'età di tre anni e il pianoforte a cinque. A tredici anni ha cominciato gli studi di viola con Ulrich Koch presso il Conservatorio d Friburgo, continuando poi con Sándor Végh presso il Mozarteum di Salisburgo. Ha raggiunto presto la fama internazionale, vincendo il Concorso internazionale di Ginevra (1982), la Maurice Vieux International Viola Competition a Parigi (1983) e il concorso di Budapest (1984). Per la vittoria della Maurice Vieux ha ricevuto in premio un eccellente strumento realizzato da Étienne Vatelot nel 1980, che impiega regolarmente.
Si è esibita come solista con numerose orchestre, tra le quali la Gewandhausorchester Leipzig, i Berliner Philharmoniker, la BBC Philharmonic e la Orchestre de la Suisse Romande, sotto la direzione di Kurt Masur, Bernard Haitink, Christoph Eschenbach e Nikolaus Harnoncourt. Alla carriera solistica affianca un'intensa attività cameristica, in collaborazione con Gidon Kremer, Heinz Holliger, Hartmut Höll, Steven Isserlis e Pamela Frank, partecipando a numerosi festival. Buona parte della sua carriera è inoltre legata al Quartett Arcanto, formato con i violinisti Antje Weithaas e Daniel Sepec e il violoncellista Jean-Guihen Queyras. Ha un grande interesse per la musica contemporanea ed è dedicataria della sonata per viola sola (1994) di György Ligeti e di altre composizioni di Heinz Holliger, Wolfgang Rihm, Georges Lentz, Bruno Mantovani, Sally Beamish e Josef Tal.
Ha insegnato presso l'Accademia musicale di Saarbrücken (1987-1989) e presso la Scuola di musica e arti figurative di Francoforte (1994-2002). Dal 2002 insegna viola e musica da camera presso la Hochschule für Musik Hanns Eisler di Berlino. Per la sua attività artistica ha ricevuto numerosi premi nazionali e internazionali, tra cui il premio musicale di Francoforte, il premio culturale dell'Assia e il premio internazionale dell'Accademia Chigiana di Siena.
Dopo essere rimasta vedova del direttore d'orchestra israeliano David Shallon (1950-2000), con cui ha avuto due figli (Yuval e Jonathan), ha sposato il direttore d'orchestra americano Steven Sloane, e dall'unione con questo è nata la figlia Maya.